# Илиндан
Илиндан (мкд. Илинден) је хришћански и народни празник који се слави 20. јула по јулијанском календару, односно 2. августа по грегоријанском календару. Посвећен је Светом пророку Илији.

## Словенска традиција
У српским песмама, Илија решава спор земље и неба о правди и кривди, пошто је неко време боравио на земљи и спознао да је „кривда на земљици црној”. Илија кажњава људе за њихове грехове, затварајући небо на три године тако да сунце не греје, а киша не пада; шаље богиње. У народним представама, Илија је домаћин грома, муња и кише (уп. народне називе свеца —{Гръомовник, Гръмоделац, Гръмоломник}-).
Руски сељаци из околине Смољенска су сматрали да киша пада на земљу када Илија небом развози воду за свеце, па је проспе. По веровањима Бугара, Илија приморава душе умрлих Цигана да праве град, који ће пасти на њиве грешника. По веровањима, муње су трагови Илија кола (бел.) или огњених стрела, којима Илија с неба гађа ђаволе, ламје, хале (ист. слов., јуж. слов.). Од удара копита коња пророка Илије или од његових громовитих стрела настају извори, који су у народу поштовани као свети.